# Симский
Симский (баш. МФА: Эҫемо файле) — деревня в Кармаскалинском районе Республики Башкортостан Российской Федерации. Входит в состав Сахаевского сельсовета. 

## География

### Географическое положение
Находится в месте впадения реки Сим в реку Белую.
Расстояние до:
- районного центра (Кармаскалы): 28 км,
- центра сельсовета (Сахаево): 15 км,
- ближайшей ж/д станции (Карламан): 15 км.

## Население
| 2002 | 2009 | 2010 |
| ---- | ---- | ---- |
| 28   | ↗35  | ↗42  |

Национальный состав
Согласно переписи 2002 года, преобладающие национальности — татары (46 %), русские (36 %).